# 양희경
양희경(1954년 12월 3일 ~ )은 대한민국의 배우이다.

## 생애
서울예술대학교 연극과를 졸업 1981년 연극 《자 1122년》으로 정식 데뷔하였다. 가수 양희은의 여동생이며, 배우 한승현의 어머니다.
선친 양정길 선생은 육사 및 보병학교 졸업 출신으로 한국 전쟁에 참전한 공적이 있으며, 그녀의 어린 시절에 대한민국 육군 대령 예편 이후 병으로 요절하였다.

## 학력
- 서울예술전문학교 연극학과 전문학사

## 드라마 출연

### 타방송사
- 1985년 MBC 청소년드라마 《호랑이 선생님》
- 1989년 MBC 추석특집극 《사랑은 구름을 비로 내리고》
- 1990년 MBC 어린이드라마 《별난 가족 별난 학교》
- 1990년 MBC 특별기획드라마 《조선왕조 오백년 - 대원군》
- 1990년 MBC 아침드라마 《아직은 마흔아홉》 ... 박인숙 역
- 1991년 MBC 주말연속극 《사랑이 뭐길래》 ... 희경 역
- 1992년 MBC 미니시리즈 《약속》
- 1993년 MBC 미니시리즈 《산바람》
- 1994년 MBC 일요아침드라마 《짝》
- 1997년 MBC 미니시리즈 《복수혈전》
- 1998년 SBS 일일드라마 《7인의 신부》 ... 장미 역
- 1999년 SBS 아침연속극 《그녀의 선택》
- 1999년 MBC 주말연속극 《남의 속도 모르고》 ... 양봉순 역
- 1999년 MBC 수목드라마 《우리가 정말 사랑했을까》 ... 여인숙 역
- 1999년 MBC 미니시리즈 《마지막 전쟁》
- 2000년 SBS 3부작특집극 《은사시나무》 ... 한경란 역
- 2000년 SBS 드라마스페셜 《여자만세》
- 2002년 MBC 주말연속극 《그대를 알고부터》 ... 홍애경 역
- 2003년 MBC 월화미니시리즈 《러브레터》 ... 마리아 아줌마 역
- 2003년 SBS 주말극장 《애정만세》 ... 김평희 역
- 2004년 SBS 3부작특집극 《홍소장의 가을》 ... 홍금실 역
- 2005년 MBC HD 일일연속극 《굳세어라 금순아》 ... 숙모 역
- 2005년 MBC 수목미니시리즈 《신입사원》 ... 양 마담 역
- 2006년 MBC 주말연속극 《누나》 ... 고모 역
- 2007년 MBC 특별기획 주말드라마 《하얀거탑》 ... 홍성희 역
- 2008년 MBC HD 일일연속극 《춘자네 경사났네》 ... 박삼숙 역
- 2008년 SBS 드라마스페셜 《스타의 연인》 ... 이승연 역
- 2008년 MBC 주말연속극 《내 인생의 황금기》 ... 유경자 역
- 2009년 MBC 주말연속극 《탐나는도다》 ... 엄씨 부인 역
- 2009년 MBC 주말연속극 《인연만들기》 ... 박금자 역
- 2010년 SBS 드라마스페셜 《산부인과》 ... 혜영 모 역
- 2010년 SBS 드라마스페셜 《검사 프린세스》 ... 박애자 역
- 2011년 SBS 아침연속극 《장미의 전쟁》 ... 소영자 역
- 2011년 tvN 미니시리즈 《버디버디》 ... 엄정란 역
- 2011년 MBN 주말드라마 《왓츠업》 ... 오두리 모 역
- 2012년 TV조선 설날특집극 《아버지가 미안하다》 ... 순주 역
- 2012년 채널A 주말드라마 《판다양과 고슴도치》 ... 김갑순 역
- 2012년 SBS 일일드라마 《가족의 탄생》 ... 오영자 역
- 2013년 JTBC 주말드라마 《무자식 상팔자》 ... 영현의 이모 역(특별출연)
- 2013년 SBS 특별기획 《세번 결혼하는 여자》 ... 유민숙 역
- 2014년 MBC 수목미니시리즈 《앙큼한 돌싱녀》 ... 식당 사장 역 (특별출연)
- 2014년 tvN 월화드라마 《마녀의 연애》 ... 최정숙 역
- 2015년 SBS 특별기획 《내마음 반짝반짝》 ... 공 사장 역
- 2015년 SBS 월화드라마 《상류사회》 ... 이민숙 역
- 2015년 MBC 일일연속극 《위대한 조강지처》 ... 김봉순 역
- 2015년 온 스타일 수요드라마 《처음이라서》 ... 상담원 역
- 2016년 SBS 주말극장 《그래, 그런거야》 ... 김숙경 역
- 2018년 MBC 특별기획 주말드라마 《이별이 떠났다》 ... 김옥자 역
- 2021년 tvN 월화드라마 《어사와 조이》 ... 조씨부인 역
- 2022년 tvN 토일드라마 《우리들의 블루스,》 ... 장선생님 역
- 2022년 ENA 수목드라마 《얼어죽을 연애따위》 ... 윤영희 역
- 2023년 ENA 월화드라마 《남남》 … 성애자 역

### KBS
- 1993년 KBS2 일일연속극 《사랑은 못말려》
- 1994년 KBS2 주말연속극 《딸부잣집》 ... 권옥자 역
- 1995년 KBS2 주말연속극 《목욕탕집 남자들》 ... 김복희 역
- 1998년 KBS2 미니시리즈 《거짓말》 ... 선주 역
- 2000년 KBS2 청소년드라마 《학교 3》 ... 음악교사 양희정 역
- 2000년 KBS1 일일연속극 《좋은걸 어떡해》 ... 박순자 역
- 2001년 KBS2 주말연속극 《아버지처럼 살기 싫었어》 ... 유명자 역
- 2002년 KBS2 아침드라마 《여고 동창생》 ... 홍석례 역
- 2003년 KBS2 주말연속극 《저 푸른 초원 위에》 ... 나정란 역
- 2005년 KBS2 설특집 2부작 《내 손을 잡아요》 ... 양 선생 역
- 2006년 KBS2 아침드라마 《아줌마가 간다》 ... 신수자 역
- 2007년 KBS2 HD 수목드라마 《달자의 봄》 ... 강 팀장 역
- 2008년 KBS2 HD 수목드라마 《아빠 셋 엄마 하나》 ... 경태 모, 황순자 역
- 2009년 KBS1 일일연속극 《집으로 가는 길》 ... 숙자 역
- 2010년 KBS2 HD 수목드라마 《프레지던트》 ... 최정임 역
- 2011년 KBS1 일일연속극 《우리집 여자들》 ... 허인애 역
- 2011년 KBS2 단막극 《KBS 드라마 스페셜 - 터미널》 ... 신자 역
- 2012년 KBS2 주말연속극 《넝쿨째 굴러온 당신》 ... 엄순애 역
- 2013년 KBS2 수목드라마 《비밀》 ... 박계옥 역
- 2014년 KBS2 주말연속극 《가족끼리 왜 이래》 ... 차순금 역
- 2015년 KBS2 월화드라마 《후아유 - 학교 2015》 ... 박민경 역 (특별출연)
- 2019년 KBS1 일일연속극 《꽃길만 걸어요》 ... 왕꼰닙 역
- 2022년 KBS2 수목드라마 《당신이 소원을 말하면》 ... 염순자 역
- 2024년 KBS1 일일연속극 《결혼하자 맹꽁아!》 ... 황익선 역

### KBS애니 및 더빙 방영 종료
- 2015년 KBS 별별가족 《호호 선생님》

### 영화 출연
- 1993년 《그 여자, 그 남자》 ... 말자 역
- 1994년 《세상 밖으로》
- 1995년 《맨?》 ... 부지깽이 날리는 엄마 역
- 1995년 《헤어 드레서》 ... 양혜경 역
- 1996년 《코르셋》 ... 해주 역
- 1996년 《내일로 흐르는 강》 ... 종기 모 역
- 1999년 《박하사탕》 ... 라디오DJ 역(음성)
- 2007년 《스카우트》 ... 동렬 모 역
- 2008년 《달콤한 거짓말》 ... 동식 모 역
- 2011년 《써니》 ... 과거 장미 엄마 역 (특별출연)
- 2013년 《고령화가족》 ... 정현댁 역 (특별출연)
- 2024년 《아침바다 갈매기는》 ... 판례 역

### 연극·뮤지컬 출연
- 1985년 연극 《한씨연대기》
- 1995년 연극 《늙은 창녀의 노래》
- 1997년 뮤지컬 《넌센스1》
- 2003년 뮤지컬 《넌센스 잼보리》
- 2004년 뮤지컬 《브로드웨이 42번가》
- 2006년 연극 《늙은 창녀의 노래》
- 2008년 연극 《민자씨의 황금시대》
- 2010년 뮤지컬 《넌센세이션》
- 2010년 뮤지컬 《피맛골연가》
- 2011년 ~ 2012년 뮤지컬 《어디만큼 왔니》
- 2013년 연극 《순이 삼촌》
- 2014년 뮤지컬 《사운드 오브 뮤직》
- 2018년 연극 《쥐덫》
- 2019년 연극 《자기 앞의 생》
- 2019년 연극 《안녕 말판씨》
- 2019년 연극 《여자만세2》

## 내레이션 및 더빙
- KBS1 《다큐공감》 191회 : 사장 딸, 힘내라! (2017년)
- KBS1 《다큐공감》 164회 : 제주 비양도 - 꽃멸이 돌아왔다 (2016년)
- KBS1 《다큐공감》 150회 : 우리엄마 (2016년)
- MBC 《MBC 스페셜》 717, 718회 : 버리기의 기적 (2016년)
- MBC 《휴먼다큐 사람이 좋다》 (2012년 ~ 현재)
- MBC 《MBC 스페셜》 (2012년)
- KBS2 《다큐멘터리 3일》 226회 : 굴마을 사람들의 겨울이야기 - 통영 동암마을 (2011년)
- MBC 《MBC 프라임》 (2011년)
- MBC 《MBC 네트워크 특선》 3.1절 특선 다큐멘터리 - 이쿠노쿠 아리랑 (2011년)
- EBS1 (송년특집 다큐 도시, 학교를 품다!) (2017년)
- KBS청주방송총국 (학교가 달라졌어요 45분 특집) 2017년
- MBC 《MBC 다큐프라임》 327회 : 행복한 지방자치를 꿈꾸다 (2018년)
- EBS1 《다큐 시선》 84회 : 군대도 예외가 있나요? (2018년)
- KBS1 《KBS 스페셜》 2019 설 평양 이야기 (2019년)
- KBS1 《다큐On》 125회 : 농부와 소설가 (2022년)

### 라디오 프로그램
- 2015년 EBS FM 《EBS 책 읽는 라디오 낭독 시리즈》

## 광고
- 1988년 진주햄 진주꽃게맛살
- 1992년 동국제약 오라메디
- 1992년 광동제약 솔표 위청수 (송기윤과 공동 출연)
- 1992년 헨켈홈케어코리아 컴배트
- 1993년 SK매직 매직세탁기뉴봉
- 1993년 더죤전자 더죤미니믹서
- 1994년 더죤 더죤이온컵테크
- 1996년 남양유업 아인슈타인 (송승환과 함께 KBS 목욕탕집 남자들 팀으로 출연)
- 1996년 CJ제일제당 하선정액체육젓 (요리연구가 박희지와 공동 출연)
- 1996년 유한양행 실버칼 (KBS 목욕탕집 남자들 팀으로 출연)
- 1996년 해태htb 쿨사이다 (KBS 목욕탕집 남자들 팀으로 출연)
- 1996년 삼성전자 삼성와이드폰 (KBS 목욕탕집 남자들 팀으로 출연)
- 1999년 웅진씽크빅 웅진아이큐21
- 2002년 한독 케토톱
- 2015년 AIA생명 무배당 꼭 필요한 암보험 (내래이션/손범수와 공동출연)

## 앨범
- 1993년 〈웃음진 그 날이 올때까지〉

## 수상
- 1995년 제1회 현대연극상 연기상
- 1991년 MBC 연기대상 라디오부문 우수상
- 2000년 KBS 연기대상 조연상 《좋은걸 어떡해》

## 가족 관계
- 언니: 양희은 (1952년 8월 13일 ~ )
- 동생: 양희정 (1959년 ~)
- 아버지: 양정길 ( ~ 1964년)
- 어머니: 윤순모 ( ~ 2024년 1월 4일)

## 같이 보기
- 양희은